# ОШ „Васа Пелагић” Лесковац
Основна школа Васа Пелагић је основна школа у Лесковцу. Школа се налази у непосредној близини центра града. Настава се одвија у једном објекту, у матичној школи.

## Историјат школе
Изградња школске зграде започета је у другој половини 1912. године. За време Балканских ратова градња је прекинута. Под будним оком предузимача Тодора Цакића - Лешњака и Тоше Лазаревића изградња школе је завршена 1914. године. У току Првог светског рата школа је коришћена, од стране окупатпра, као затвор и мучилиште. Након ослобађања школа је реновирана и након седам година могла је да почне са радом као Основна Школа трећег (ветерничког) кварта. Одлуком Министарства просвете 1931. године школа добија ново име Државна народна основна школа "Скерлић“.
У периоду Другог светског рата школа је поново претворена у затвор. Током рата настава се одвијала на неким другим, за то неадекватним местима. Након рата школа је променила свој назив, 21.03. 1953. у Основна школа „Васа Пелагић“. Школа је добила нову школску зграду и школске 1961/62 посталс осморазредна. Придодата су и два истурена одељења из Горњег Стопања, 1962/63. године. Због сталног повећања броја ђака школа је дограђена 1973. годене. Током година, школа је бележила све веће резултате, уписана је у Зборник примера добре праксе писања Школског програма. Прва је основна школа у граду која је добила експериментални програм за енглески језик. Уведена је информатика као изборни предмет. Изразито су активне литерарна, техничка и фото секције.
Ученици сами уређују и издају следеће листове
- "Искрице"
- Фото новине
- Техничке паное

Школа је формирана 1912. године као четвороразредна школа. Школске 1961/1962. године, прерасла је у осморазредну школу и тако функционише до данас. До 1984. године број ученика је варирао од 1300-1900, када се део ученика пресељава у новоизграђену ОШ " Трајко Стаменковић", у непосредној близини школе, тако да од тада број ученика варира од 800-1000. Данас школу похађа 875 ученика.
Зграда школског објекта датира од 1961. године, а 1970. године је извршена реконструкција објекта и доградња анекса од 6 учионица. Тренутно располажемо са: 18 учионица, фискултурном салом, 2 свлачионице, школском трпезаријом, стоматолошком амбулантом, три мокра чвора адаптирана средствима Хуманитарног бироа Европске уније, информатицким кабинетом, кабинетом за физику, библиотеком опремљеном са више од 8500 књига и дечјих часописа, канцеларијама за: директора, наставнике, психолога, педагога, секретара и благајника, котларницом за сопствено централно грејање.
И поред скромне опреме коју школа поседује, настоји се да унапреди квалитет наставних и ваннаставних активности и изађе у сусрет интересовањима и потребама ученика.
Изградња школске зграде поцела је у другој половини 1912. године. За време Балканских ратова градња је прекинута. Под будним оком предузимаца Тодора Цакица Лешњака и Тоше Лазаревица, изградња школе завршена је 1914. године.
Од стране комисије нова школа није ни била примљена, а почео је Први светски рат. После голготе српског народа, у тек саграђену школу уселили су се Бугари. Током њихове окупације школа није била школа, вец затвор, муцилиште и гробно место Срба из Лесковца и оклине. Ноцу су са овог места на губилиште одвођени муценици оба пола.
После ослобођења Србије у школи се није могло радити. Школа је била потпуно уништена. Захваљујуци прилозима грађана и помоћи општинске управе, она је поправљена и могла се употребити за сврху за коју је намењена. После седам година градње, основна школа је почела са радом.
Први наставници, одређени за рад у овој школи, били су: Ђорђе Стојановиц, Митар Бијелиц, Нестор Бозин, Миленко Јуриђиц, Софија ДЈ. Стојановиц и Миладин М. Мицић који је постављен за управитеља школе.
Школа није имала ни намештај ни клупе, па су се наставници школске 1918/1919. године ограницили само на упис уценика како би знали тачан број уценика који би следеце године пошли у школу. У периоду од 1. до 24. јула уписано је 943 уценика (504 уценика и 439 уценица) узраста од 7 до 13 година. Уз то, 41 уценик и 22 уценице пријавили су се да полазу испите за старије разреде.
У нову школску 1919/1920. годину кренуо је 461 уценик. У првом разреду изучавали су се следећи предмети: наука хришћанска, српски језик, рачун, цртање, певање, гимнастика, а у одељењима "женске школе" и женски рад.
Школске 1919/1920. године први пут је прослављена школска слава Свети Сава. Ученици су, са наставницима и родитељима, на најсвечанији начин прославили школску славу. Домаћин прве славе био је тадашњи трговац Милан Цветковиц Лешњак. Те поратне године рад је био стално прекидан због епидемија које су узимале данак још увек неопорављеној држави. Јеврејској црквено-школској општини одобрено је да, пошто своје школе нема, може дрзати часове веронауке у овој школи.
Школске 1921/1922. године наставници су при школи основали ђачку читаоницу са књижницом са намером "да своје уценикее приволе читању научних дечијих књига и да их склоне са сокака у празничне дане, пошто је рат на децу штетно утицао".
Одлуком Министарства просвете, 1931. године школа добија ново име, Дрзавна народна основна школа "Скерлиц". Априла месеца 1941. године поциње Други светски рат. Немачке и бугарске јединице окупирају Лесковац. Окупација ће трајати све до 11. октобра 1944. године. Школе су претворене у прихватне центре, касарне, затворе. Током рата радиле су све школе у Лесковцу, само на неким другим за то неподесним местима.
Ова школа почетком рата престаје са радом. Постаје уточиште избеглица које су долазиле у Лесковац. Историја се поновила. "аријевска раса" је 1942. године урадила исто што и Бугари 1915. године. Школу су претворили у централни затвор. Немце су заменили Бугари, Бугаре Немци и тако редом. Током рата школа је радила у кући Хараламовица; у Катаничевој кући (где је током окупације радило увек два до три одељења); у Јеврејској цркви; у "Вранкићевој кафани" (данас "Голубарско", где је половина кафане била учионица а у другој половини одвијала се кафанска делатност); и у кафани "Златан праг". После ослобођења Лесковца, пошто је била потпуно руинирана од стране окупатора, школа није могла радити, а ученици су похађали наставу у Основној школи број 4. Школа је променила име, па ће од школске 1946/1947. године до школске 1951/1952. године носити назив Основна школа број 3.
Прославу Светог Саве заједнички су 1947. године обележиле Школа број 3 и Школа број 4, у сали Школе број 3. Поред тачака које су се односиле на живот и рад Саве Немањица, на приредби је било и тачака посвећених НОБ-у, као што су "Југославија у слици", "Поздрав Титу" и сл.
Од следеце године, школску славу су заменили неки други празници. Престаје да се слави школска слава Свети Сава, која је до тада била најсвецанији и најрадоснији дан за све ђаке, "Химну Светом Сави" замењују реци "Пионирске заклетве".
Школску 1952/1953. годину школа је започела са називом "Основна школа број 1.". Савет за просвету и културу донео је, 21. фебруара 1953. године, Решење бр. 10103/53 о промени имена школе. Од тада школа носи име Основна школа "Васа Пелагић".
Поред свакодневних проблема, присутних код свих школа тог времена, четворогодишња Основна школа "Васа Пелагиц" имаће још један - недостатак просторија. У шест уционица радило је 8 до 12 одељења основне школе. Школске 1954/1955. године у шест уционица ради 10 одељења Основне школе, 6 одељења Металске школе, а припремало се и отварање одељења Мајсторске школе металског смера.
Школске 1959/1960. године изгледало је да ће вишегодишњи труд, око изградње нове школске зграде, уродити плодом. Одобрен је кредит за доградњу 18 уционица на згради ОШ "Васа Пелагиц. Када радови буду завршени, ова школа би, по својим просторним могућностима, била друга у граду, одмах после Гимназије. (Овај план биће реализован непуне две деценије касније, али не у потпуности). До изградње по овом плану није дошло јер средства, припремљена за подизање школе, искоришћена су за подизање индустријских објеката у граду.
У новој школи се почело са радом 8. октобра 1961. године. Школа је имала 10 учионица, нема кабинете, салу за физицко васпитање, радионицу и сл. Школске 1961/1962. године школа постаје осморазредна. Због сталног повећања броја становника и стамбене изградње, овај простор постаје тесан.
Школи су 1962/1963. школске године припојена два истурена одељења из Горњег Стопања, тако да це школа имати 37 одељења од I до VIII разреда и 2 одељења забавишне групе, са укупно 1.385 уценика. У матичној школи ради се у три смене. У 10 уционица раде 35 одељења и две забавишне групе. Бројно стање у свим разредима знатно је веће од прописаног, а најтеже је у I разреду где се у три одељења ради са по 50 уценика. Постојећи школски простор до максимума је искоришћен; једна просторија за тоалет претворена је у фото-лабораторију, а ходници су преграђени и искоришћени за смештај учила и наставних средстава. Без обзира на овакво стање, школа је успешно радила.
У школи је оформљен Ђачки универзитет који је био организатор краћих, али садрзајних програма који су емитовани преко разгласне станице. Литерарна, техничке секције и фото-секција биле су посебно активне. Уценици су сами припремали и издавали листове и билтене: "Искрице" у 1.950 примерака; Фото-новине у 40 примерака; Техницке паное - 90 примерака. После отварања школе на Хисару ("Коста Стаменковиц"), школа је била знатно растерећена, али само на извесно време.
Школске 1976/1977. године школа добија Октобарску награду (медаљу за изванредне заслуге за развој града и за резултате у васпитању и образовању младих). Та година је једна од најуспешнијих у историји наше школе.
Васпитно-образовни рад у  школи одвијао се не само у настави, већ и у друштвеним активностима пионира и омладине. Друштвене активности пионира и омладине остваривале су се у колективима Савеза пионира, Савеза Социјалистичке омладине, и у друштвеним организацијама које су окупљале пионире и омладину. У школи постоје: Пионирски одред "Иво Лола Рибар", Савез социјалистицке омладине, Подмладак Црвеног крста, Ученичка задруга, Организација народне технике, Феријални савез ОШ "Васа Пелагић" итд.
Доградња новог дела школе, започета 24. априла 1971. године, завршена је 27. новембра 1973. године. Изградњом нове школе "Трајко Стаменковић, извршена је оваква подела ученика и одељења:
| Школа „Васа Пелагић":      | 30 одељења | 1114 ученика; |
| Школа „Трајко Стаменковић" | 18 одељења | 677 ученика;  |
| Школа у Горњем Стопању:    | 4 одељења  | 106 ученика;  |
| Укупно:                    | 52 одељења | 1897 ученика. |

Школске 1984/1985. године школа ради самостално без одвојених одељења. Формирана је нова школа "Трајко Стаменковић" са одељењем у Горњем Стопању. Рејон школе, после поделе, обухвата подручје Месне заједнице „Вељко Влаховиђ", Месне заједнице "Милентије Поповиц" и Месне заједнице „Прва јужноморавска бригаде".
Деведесетих година, дотад најмасовнија организација ученика, Савез пионира постаје Дечји савез. Поново се, уместо Пионирске заклетве, цује Химна светом Сави итд.
Школске 1996/1997. године рукометаши наше школе по други пут су републички прваци.
На нашу земљу је, 24. марта 1999. године, извршена агресија НАТО алијансе. По други пут у својој историји школа прекида рад 25. марта 1999. године.
На почетку школске 1999/2000. године све је подређено "лечењу" прошлогодишњих рана. Током летњег распуста извршена је санација школског објекта. Санација дечјих срца трајаће дуже.
Демократске промене унеле су новине и у школске клупе. Одрзавају се едукациони и евалуациони семинари за наставнике. Све веци број наставника примењује методе активног уцења. Оформљен је Ђачки парламент, који има свој Програм, Статут, и улогу активног актера у креирању живота школе. Донацијама Министарства просвете и невладиних организација (УНДП, ЦХФ и др.), школа добија сасвим другацији изглед (нова столарија, нови котлови за грејање, нови намештај и сл.).
Школа бележи све већо успех. Ушли је у Зборник примера добре праксе писања школског програма. Школа је од Светске банке добила донацију за Школско развојно планирање.
Она је прва основна школа у граду која је добила експериментални програм за енглески језик, тзв. Пилот програм по Лонгман - методи. Уведена је информатика као изборни предмет. Издаје се школски лист где ученици пишу оно што би и сами волели да читају. Организатори смо бројних такмицења и семинара. Бележе се успеси на такмицењима на свим нивоима. Посебно је значајан успех кошаркашица школске 2003/2004. године, када су освојиле III место на републичком такмичењу. (Скоро сваке године уценице учествују на републичком такмицењу, где се такмиче представници девет школа из Србије). Школске 2006/2007. године Ана Здравковиц је освојила II место на републичком такмичењу из историје. Те јубиларне школске године девет ученика, из осам наставних предмета, пласирало се на републичка такмичења.
Својој школи за деведесети рођендан ученици и наставници школе поклониће Wеб сајт, монографију, нови број "Искрица", ликовну изложбу, спортске сусрете, литерарни сусрет, израду ЦД-а са историјатом школе.

## Награде
- Награда "Мина Караџић", коју додељује Друштво школских библиотека Србије[2]